# Villalmanzo
Villalmanzo község Spanyolországban, Burgos tartományban.  Lakosainak száma 410 fő (2024).

## Népesség
A település népessége az utóbbi években az alábbiak szerint változott:
| Lakosok száma | 483  | 475  | 507  | 431  | 465  | 459  | 442  | 427  | 415  | 410  |
|               | 2001 | 2004 | 2006 | 2009 | 2011 | 2014 | 2016 | 2019 | 2021 | 2024 |